# Tiago Ferreira
Tiago Ferreira (wym. [tiˈaɣu fɨˈʁɐjɾɐ]; ur. 10 lipca 1993 w Porto) – portugalski piłkarz występujący na pozycji środkowego obrońcy; srebrny medalista mistrzostw świata do lat 20.

## Kariera klubowa
Fereira do 2004 roku występował w grupie U-11 zespołu FC Infesa, skąd trafił kolejno do ADR Pasteleira i Boavisty Porto. Na początku 2008 roku przeniósł się do FC Porto. W sezonie 2008/2009 Ferreira został wypożyczony do drużyny U-17 Padroense FC.
W sezonie 2011/2012 Ferreira, wciąż zawodnik drużyny juniorów, dwukrotnie znalazł się na ławce rezerwowych w meczach Pucharu Ligi (z FC Paços de Ferreira oraz GD Estoril-Praia), jednak nie pojawił się na boisku.
Rok później awansował do drugiej drużyny Porto, która występowała w Segunda Liga. W sezonie 2014/2015 występował w belgijskim SV Zulte Waregem. W latach 2015–2017 występował w União Madeira, a latem 2017 trafił do CS Universitatea Craiova.

## Kariera reprezentacyjna
Pochodzący z Porto obrońca w reprezentacji Portugalii debiutował na poziomie U-15. W 2010 roku wziął udział w rozgrywanych w Liechtensteinie Mistrzostwach Europy do lat 17, gdzie jednak Portugalia nie zdołała awansować do drugiej rundy (rozegrał trzy pełne spotkania). Jeszcze w 2010 roku Tiago debiutował w reprezentacji do lat 18, zaś w połowie lipca kolejnego roku w drużynie U-20. Na przełomie lipca i sierpnia brał udział w Mistrzostwach Świata U-20 w Kolumbii. Podczas turnieju, w którym Portugalczycy dotarli aż do finału, Ferreira był przeważnie zawodnikiem rezerwowym, jednak zaliczył występy w pięciu spotkaniach.
Dopiero po zakończeniu turnieju dla dwudziestolatków obrońca zadebiutował w zespole do lat 19. W lipcu 2012 roku Ferreira wystąpił w trzech meczach fazy grupowej Euro U-19 2012.
W roku 2013 wziął udział w turnieju nadziei w Toulonie, gdzie Portugalczycy zajęli czwarte miejsce. Kilka dni później otrzymał powołanie na Mistrzostwa Świata U-20 w Turcji. Podczas mundialu wystąpił w trzech meczach, a Portugalia po porażce z Ghaną odpadła w 1/8 finału.